# Cameron Howieson
Cameron Howieson (Dunedin, 22 de diciembre de 1994) es un futbolista neozelandés. Juega como mediocampista en el Auckland F. C. de la A-League.

## Carrera
Desde 2011 jugó en el Burnley F. C., aunque su debut oficial se produjo en 2012. En 2013 fue dado a préstamo al Doncaster Rovers Football Club de la Football League One. En 2015, tras terminar su contrato con la institución inglesa, firmó con el St Mirren, recientemente descendido a la Scottish Championship. En 2016 dejó el club y regresó a Nueva Zelanda para firmar con el Team Wellington, aunque a principios de 2017 sería transferido al Auckland City.

### Clubes
| Club                                | País          | Año           |
| ----------------------------------- | ------------- | ------------- |
| Burnley F. C.                       | Inglaterra    | 2012-2015     |
| Doncaster Rovers F. C. (a préstamo) | Inglaterra    | 2013          |
| Saint Mirren F. C.                  | Escocia       | 2015-2016     |
| Team Wellington                     | Nueva Zelanda | 2016          |
| Auckland City                       | Nueva Zelanda | 2017-2024     |
| Auckland F. C.                      | Nueva Zelanda | 2024-presente |

### Selección nacional
Jugó la Copa Mundial Sub-17 de México 2011 y la Copa Mundial Sub-20 de Turquía 2013 en representación de Nueva Zelanda. El 21 de junio de 2012, Howieson fue seleccionado entre los 18 jugadores que representaron a los Oly Whites en los Juegos Olímpicos de Londres 2012. Su debut con la selección mayor se produjo en un amistoso ante El Salvador el 23 de mayo de 2012 y fue convocado para la Copa de las Naciones de la OFC 2012, en la que los All Whites finalizaron en tercer lugar.

#### Partidos y goles internacionales
| Partidos y goles internacionales | Partidos y goles internacionales | Partidos y goles internacionales | Partidos y goles internacionales | Partidos y goles internacionales | Partidos y goles internacionales    | Partidos y goles internacionales |
| #                                | Fecha                            | Estadio                          | Rival                            | Resultado                        | Competición                         | Gol(es)                          |
| -------------------------------- | -------------------------------- | -------------------------------- | -------------------------------- | -------------------------------- | ----------------------------------- | -------------------------------- |
| 2012                             |                                  |                                  |                                  |                                  |                                     |                                  |
| 1                                | 23 de mayo                       | BBVA Compass Stadium, Houston    | El Salvador                      | 2 – 2                            | Amistoso                            |                                  |
| 2                                | 26 de mayo                       | Estadio Cotton Bowl, Dallas      | Honduras                         | 1 – 0                            | Amistoso                            |                                  |
| 3                                | 10 de junio                      | Estadio Lawson Tama, Honiara     | Islas Salomón                    | 4 – 3                            | Copa de las Naciones de la OFC 2012 |                                  |
| 4                                | 14 de noviembre                  | Estadio Hongkou, Shanghái        | China                            | 1 – 1                            | Amistoso                            |                                  |
| 2013                             |                                  |                                  |                                  |                                  |                                     |                                  |
| 5                                | 5 de septiembre                  | Estadio Rey Fahd, Riad           | Arabia Saudita                   | 1 – 0                            | OSN Cup 2013                        |                                  |
| 6                                | 9 de septiembre                  | Estadio Rey Fahd, Riad           | Emiratos Árabes Unidos           | 0 – 2                            | OSN Cup 2013                        |                                  |
| 2014                             |                                  |                                  |                                  |                                  |                                     |                                  |
| 7                                | 5 de marzo                       | Estadio Olímpico, Tokio          | Japón                            | 2 – 4                            | Amistoso                            |                                  |
| 8                                | 30 de mayo                       | Mount Smart Stadium, Auckland    | Sudáfrica                        | 0 – 0                            | Amistoso                            |                                  |
| 9                                | 8 de septiembre                  | Estadio Pakhtakor, Taskent       | Uzbekistán                       | 1 – 3                            | Amistoso                            |                                  |
| 2018                             |                                  |                                  |                                  |                                  |                                     |                                  |
| 10                               | 24 de marzo                      | Pinatar Arena, Murcia            | Canadá                           | 0 – 1                            | Amistoso                            |                                  |
| 11                               | 2 de junio                       | Mumbai Football Arena, Bombay    | Kenia                            | 1 – 2                            | Copa Intercontinental 2018          |                                  |
| 12                               | 5 de junio                       | Mumbai Football Arena, Bombay    | China Taipéi                     | 1 – 0                            | Copa Intercontinental 2018          |                                  |
| 13                               | 7 de junio                       | Mumbai Football Arena, Bombay    | India                            | 2 – 1                            | Copa Intercontinental 2018          |                                  |

## Palmarés

### Títulos nacionales
| Título              | Club                   | País          | Año     |
| ------------------- | ---------------------- | ------------- | ------- |
| Football League One | Doncaster Rovers F. C. | Inglaterra    | 2012-13 |
| Premiership         | Auckland City          | Nueva Zelanda | 2017-18 |
| Charity Cup         | Auckland City          | Nueva Zelanda | 2018    |

### Títulos internacionales
| Título                         | Club                 | País          | Año  |
| ------------------------------ | -------------------- | ------------- | ---- |
| Campeonato Sub-17 OFC          | Nueva Zelanda sub-17 | Nueva Zelanda | 2011 |
| Campeonato Sub-20 OFC          | Nueva Zelanda sub-20 | Fiyi          | 2013 |
| Liga de Campeones              | Auckland City        | Nueva Zelanda | 2017 |
| Copa de las Naciones de la OFC | Nueva Zelanda        | Fiyi Vanuatu  | 2024 |